# جورج كلاين (ملحن)
جورج كلاين (بالألمانية: Georg Klein)‏ هو فنان صوت ‏ وملحن ألماني، ولد في 1 مارس 1964 في أورينغين في ألمانيا.

## وصلات خارجية
- جورج كلاين على موقع ميوزك برينز (الإنجليزية)
- جورج كلاين على موقع ديسكوغز (الإنجليزية)